# Ниси-ку
Ниси-ку (яп. 西区) — район города Ниигата префектуры Ниигата в Японии. По состоянию на 1 июня 2013 года население района составило 161 807 человек, плотность населения — 1 720 чел / км ².

## История
Район Ниси-ку был создан 1 апреля 2007 года, когда Ниигата получила статус города, определённого указом правительства. Расположенные ранее на месте района посёлки и деревни были включены в состав города Ниигата в конце 1950-х и начале 1960-х годов.

## Транспорт
Железнодорожный:
- Линия Этиго: станции Аояма, Кобари, Тэрао, Ниигата Дайгаку-маэ, Утино, Утино-Нисигаока, Этиго-Акацука, Утино-Нисигаока